# Деалу Кручи (Ботошани)
Деалу Кручи (рум. Dealu Crucii) насеље је у Румунији у округу Ботошани у општини Ворничени. Oпштина се налази на надморској висини од 161 m.

## Становништво
Према подацима из 2002. године у насељу је живело 269 становника, од којих су сви румунске националности.